# 安心ネットづくり促進協議会
安心ネットづくり促進協議会（あんしんネットづくりそくしんきょうぎかい）は、2008年10月8日に設置され、2009年2月27日に正式発足した任意団体。2008年6月に成立し、2009年4月1日に施行される「青少年が安全に安心してインターネットを利用できる環境の整備等に関する法律（青少年インターネット環境整備法）」を一つのきっかけに、誰もが安心かつ安全に携帯電話およびインターネットを利用できる環境の構築を図り、これまで企業や教育機関、NPO等によって個々に行われてきた取組を有機的に連携させ、民間における自主的取組を向上させることを目的としている。
運営法人として2012年より存在していた「一般社団法人安心ネットづくり促進協議会運営法人」は、2020年7月に「一般社団法人安心ネットづくり促進協議会」と改称。

## 事業内容
- 家庭・地域・学校におけるICTメディアリテラシー向上の取組の推進
- 携帯電話及びインターネット利用環境を整備するための民間の自主的取組の促進
- 携帯電話及びインターネット利用環境整備に関する国内外の調査・研究等
- その他協議会の目的を達成するために必要な事業

## 活動趣旨
利用者・産業界・教育関係者等が一丸となって「安心ネットづくり」を推進し、インターネット利用環境を整えるとともに、「利用者が光と影を正しく知り、楽しく賢く安心して使うツールとして発展する」ことを目的とする啓発活動の展開によって、国際的な貢献も視野に入れながら、各関係者が社会的な責任を果たすことを趣旨としている。これにより、以下のような具体的成果が期待される。
- インターネットの安全利用に関する国民啓発
- インターネット利用環境の整備による青少年の健全育成、高齢者支援、地域再生
- 未来の人々や企業の諸活動を支える基盤形成

## 委員会
2009年度の事業として2つの委員会及びその傘下に4つの作業部会を設置して活動する。
普及啓発委員会
目的
家庭・地域・学校におけるICTメディアリテラシー向上の取り組みの推進と携帯電話及びインターネット利用環境を整備するための民間の自主的取組の促進。
主な活動内容
- 自主憲章等の策定とその普及
- 各種地域イベントの企画開催
- 各種自主的取組の情報共有と議論の場の提供等

作業部会
- 普及啓発活動作業部会

調査企画委員会
目的
携帯電話及びインターネット利用環境整備に関する国内外の調査・研究等。提言と違法・有害情報への実効性のある対応策の検討。
主な活動内容
- 知見の集約とその情報共有
- 児童ポルノに対する実効性のある対応策の実証と議論の場の提供
- コンテンツレイティングの実証と議論の場の提供

作業部会
- 調査検証作業部会
- 児童ポルノ対策作業部会
- コンテンツレイティング作業部会

## 活動計画
- 2008年10月8日
  - 設立発起人総会を開く、各社の社長など発起人がそろって会見。
- 11月4日
  - 財団法人マルチメディア振興センター内に設立準備事務局を設置、URLを変更。
- 11月7日～
  - 会員企業を募集
- 12月
  - 総務省の施策「『安心ネットづくり』促進プログラム」が「インターネット上の違法・有害情報への対応に関する検討会」の最終報告書内でとりまとめられる。その中に、民間の自主的取り組みの促進やメディアリテラシーの向上が盛り込まれる。
- 2009年2月27日
  - 設立総会を開催。誰もが安心してネットを利用できる国民運動「1億人のネット宣言　もっとグッドネット」を発表。
- 4月3日
  - 設立記念シンポジウム・瀬戸内寂聴講演会を開催。
- 5月～
  - 各種調査、実証事業を開始。＜調査企画委員会＞
- 6月～
  - 地域啓発事業（安心ネット・シンポジウム）を実施予定。＜普及啓発委員会＞

## 組織体制
- 役員
  - 代表理事 新美育文 明治大学名誉教授
  - 副代表理事 中村伊知哉　iU学長
  - 理事 松井敏彦 ソフトバンク株式会社 渉外本部 本部長
  - 理事 金田淳 公益社団法人日本PTA全国協議会 会長
  - 理事 牧田和樹 一般社団法人全国高等学校PTA連合会 相談役
  - 理事 上沼紫野 弁護士
  - 理事 森亮二 弁護士
  - 顧問 村井純 慶應義塾大学 教授
  - 顧問 清原慶子 元三鷹市長
  - 顧問 曽我邦彦 公益社団法人日本PTA全国協議会 元会長
  - 顧問 尾上浩一 公益社団法人日本PTA全国協議会 元会長
- 運営委員
  - 岸田隆司 KDDI株式会社 執行役員渉外・広報本部長
  - 鴻池庸一郎 楽天モバイル株式会社 渉外本部長
  - 三膳孝通 株式会社インターネットイニシアティブ 技術主幹
  - 坪谷寿一 株式会社NTTドコモ 執行役員
  - 今泉延弘 富士通株式会社 グローバル政策推進本部 シニアマネージャー
  - 高井尚一郎 株式会社内田洋行 執行役員公共本部長
  - 小木曽健 グリー株式会社 政策企画グループシニアマネージャー

- 普及啓発広報委員会
  - 委員長：中村伊知哉 iU学長
  - 副委員長：小原良 元川崎市教育委員会委員
  - 副委員長：上沼紫野 弁護士
  - 副委員長：尾花紀子 ネット教育アナリスト

- 調査研究委員会
  - 委員長：森亮二 弁護士
  - 副委員長：曽我部真裕 京都大学大学院法科研究科教授

## 発起人
所属企業・役職は当時のもの。
- 石原邦夫　東京海上日動火災保険株式会社 取締役会長
- 井上雅博　ヤフー株式会社 代表取締役社長
- 小野寺正　KDDI株式会社 代表取締役社長兼会長
- 笠原健治　株式会社ミクシィ 代表取締役社長
- 金子郁容　慶應義塾大学教授
- 清原慶子　（副会長）
- 鈴木幸一　株式会社インターネットイニシアティブ 代表取締役社長
- 曽我邦彦　（副会長）
- 孫正義　ソフトバンクモバイル株式会社 代表取締役社長兼CEO
- 髙橋正夫　（副会長）
- 南場智子　株式会社ディー・エヌ・エー 代表取締役社長
- 樋口泰行　マイクロソフト株式会社 代表執行役社長
- 福島保　株式会社ベネッセコーポレーション 代表取締役社長兼COO
- 堀部政男　（調査企画委員長）
- 間塚道義　富士通株式会社 代表取締役会長
- 三木谷浩史　楽天株式会社 代表取締役会長兼社長
- 村井純　（副会長）
- 山田隆持　株式会社エヌ・ティ・ティ・ドコモ 代表取締役社長
- 山元峯生　全日本空輸株式会社 代表取締役社長

（世話人） 
- 中村伊知哉　（普及啓発委員長）